# Chang Hye-jin
Chang Hye-jin (hangŭl: 장혜진) (Daegu, 13 maggio 1987) è un'arciera sudcoreana specialista dell'arco ricurvo.
Due volte medaglia d'oro olimpica, sia nell'individuale che nella gara a squadre femminili alle Olimpiadi del 2016 a Rio de Janeiro. È stata l'arciere numero uno del ranking mondiale della sua specialità tra il 2017 e il 2019. Ha fatto il suo debutto internazionale nel 2008 e si è qualificata per la prima volta per la squadra nazionale senior della Corea del Sud nel 2010 e da allora ha regolarmente rappresentato il suo paese alle competizioni internazionali.
Oltre ai suoi successi olimpici, Chang ha vinto la medaglia d'oro a squadre ai Campionati mondiali di tiro con l'arco, ai Giochi asiatici e alle Universiadi, e si è classificata seconda nell'individuale femminile ai Campionati mondiali 2017 di Città del Messico.

## Carriera sportiva

### Gli esordi
Nata nel 1987 a Taegu, quarta città più grande della Corea del Sud, Chang Hye-jin ha iniziato a tirare con l'arco all'età di undici anni e ha partecipato al suo primo torneo nazionale due anni dopo. Ha vinto il suo primo torneo durante il secondo anno di liceo e, dopo aver studiato alla Keimyung University di Daegu, si è iscritta al club sportivo Korea Land & Housing Corporation (LH) di Seoul come professionista.
Ha fatto il suo debutto internazionale nel 2008 ai World University Archery Championships tenuti a Tainan. L'anno successivo è stata selezionata per competere nelle Universiadi 2009 a Belgrado, dove ha vinto la medaglia d'oro nella squadra femminile. È entrata a far parte della selezione per la nazionale senior della Corea del Sud nel 2010, ma nel 2012 ha mancato di poco la qualificazione per le Olimpiadi di quell'anno a Londra, piazzandosi quarta sui tre posti disponibili.
Ha partecipato per la prima volta ai Campionati mondiali di tiro con l'arco nel 2013 a Belek, vincendo il titolo a squadre femminile assieme a Ki Bo-bae e Yun Ok-hee dopo aver sconfitto la Bielorussia in finale seppure con un punteggio modesto. Undici mesi dopo vince due medaglie ai Giochi asiatici del 2014 a Incheon: con le compagne di squadra Jung Dasomi e Lee Tuk-young si assicura il quinto titolo a squadre femminile consecutivo della Corea del Sud dopo un'ampia vittoria sulla Cina e guadagna invece l'argento nella finale individuale dove viene superata da Jung per sette punti a tre.

### Le Olimpiadi 2016
Nella primavera del 2016, al suo secondo tentativo, Chang Hye-jin ha ottenuto la qualificazione per le Olimpiadi di Rio de Janeiro, entrando a far parte della squadra sudcoreana del ricurvo femminile insieme alla campionessa olimpica in carica Ki Bo-bae e alla numero uno del mondo Choi Mi-sun. Gli esperti si aspettavano ampiamente che il trio vincesse l'ottava medaglia d'oro olimpica consecutiva della propria nazione nella gara a squadre, mentre nell'individuale erano Choi e Ki a essere quotate per la vittoria dopo le ottime prestazioni nei Campionati mondiali di tiro con l'arco 2015 con Chang in seguito descritta da Reuters come la "meno favorita" delle tre coreane.
Ai Giochi Olimpici di luglio Chang ha concluso la fase preliminare di qualificazione a 72 frecce in seconda posizione, segnando 666 punti su un massimo di 720, e ottenendo così la testa di serie numero due per la gara individuale. Le compagne di squadra Choi e Ki, piazzatesi rispettivamente al primo e al terzo posto, hanno fatto guadagnare al trio un punteggio complessivo di 1998 punti che gli è valso la testa di serie per la competizione a squadre. Chang, Choi e Ki alla fine sono riuscite a mantenere l'imbattibilità della Corea del Sud nella gara a squadre, che ha avuto luogo prima della competizione individuale, superando le russe e vincendo l'ottavo titolo olimpico consecutivo della loro nazione.
Quale testa di serie numero due nell'individuale, Chang ha evitato di affrontare Ki o Choi almeno fino alla semifinale. Mentre Choi veniva inaspettatamente eliminata nei quarti di finale, quattro vittorie nei primi quattro turni l'hanno condotta ad affrontare Ki in una semifinale tutta sudcoreana. Sebbene Ki fosse favorita all'inizio della partita, Chang ha superato una brutta partenza - la sua seconda freccia ha segnato solo tre punti in condizioni di forte vento - vincendo sette punti a tre e arrivando in finale. La sua ultima avversaria è stata la tedesca Lisa Unruh, che aveva inaspettatamente raggiunto il match per la medaglia d'oro dopo aver concluso il ranking round al ventunesimo posto. Con la sua vittoria per sei punti a due, Chang ha guadagnato la sua seconda medaglia d'oro olimpica ed è divenuta l'ottava campionessa olimpica sudcoreana di tiro con l'arco individuale. La vittoria ha segnato anche la ventiduesima medaglia d'oro olimpica della Corea del Sud nel tiro con l'arco, superando il pattinaggio su ghiaccio su short track come sport olimpico di maggior successo della nazione.
I suoi successi le sono valsi il riconoscimento di miglior atleta femminile ai Korea Woman Sports Awards 2016.

### Numero uno al mondo

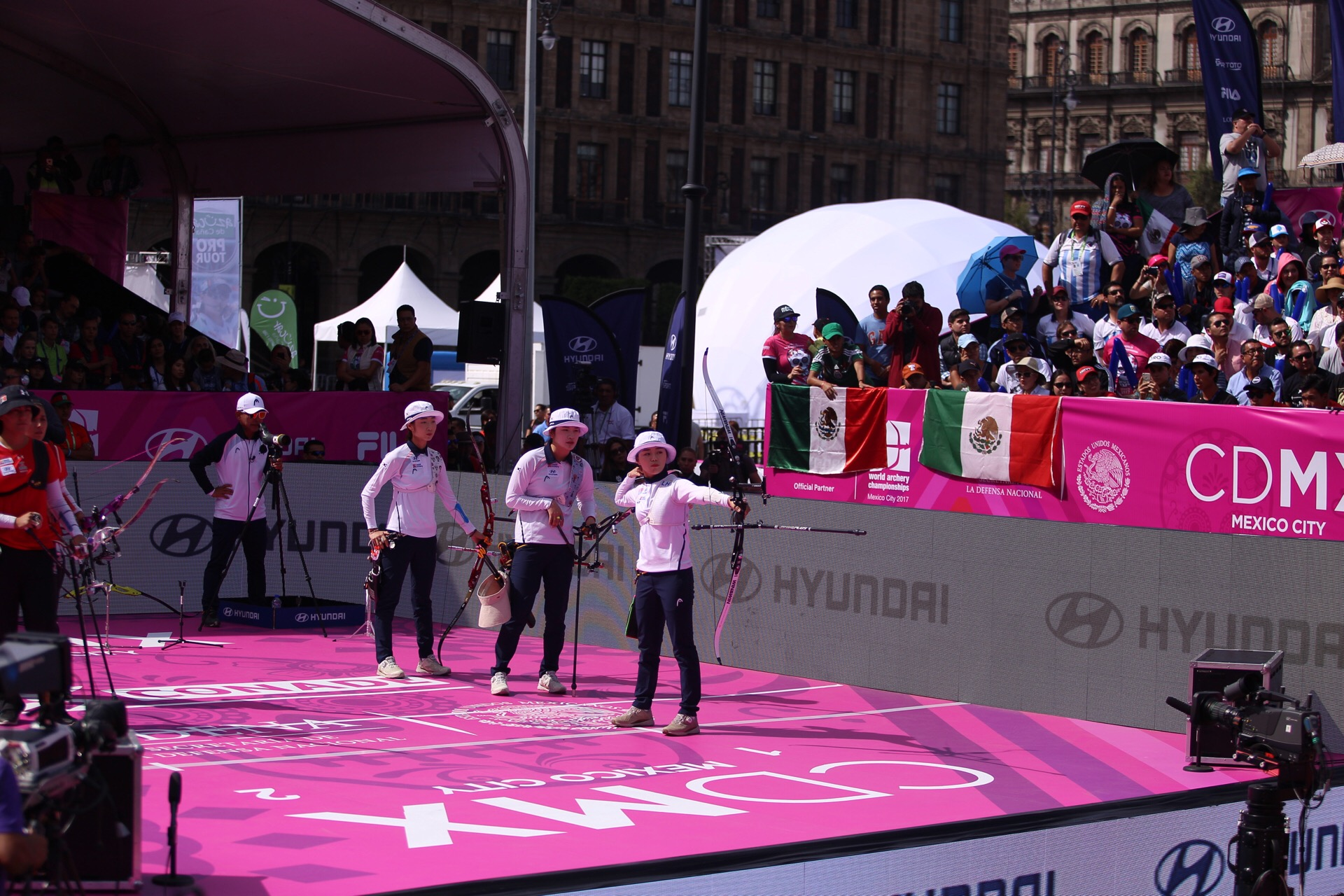
Chang Hye-jing mentre scocca una freccia durante la finale a squadre femminile ai Campionati mondiali di tiro con l'arco 2017 a Città del Messico

Chang è diventata la migliore arciera ricurva al mondo nel giugno 2017. A settembre, nella finale annuale della Coppa del mondo di tiro con l'arco, ha vinto l'oro nella gara a squadre miste insieme al campione del mondo in carica Kim Woojin e il bronzo nell'individuale. In ottobre Chang, Choi Mi-sun e Kang Chae-young in squadra hanno sconfitto ai Campionati del mondo 2017 le padrone di casa del Messico, assicurando la tredicesima medaglia d'oro sudcoreana nella squadra femminile ai campionati mondiali. In seguito Chang si è classificata seconda nell'individuale dopo aver perso in finale contro la numero tre del mondo, la russa Ksenija Perova.
Chang ha iniziato il 2018 vincendo nettamente nella prima fase della Coppa del Mondo a Shanghai. Nella finale contro la cinese An Qixuan ha mancato solo due dei punti disponibili e, nel secondo set, ha piazzato le sue tre frecce nel raggio di tre centimetri l'una dall'altra dentro l'anello centrale del bersaglio. Un mese dopo ha perso nella finale della seconda fase della Coppa del Mondo ad Adalia contro Ksenija Perova, la sua seconda sconfitta contro la russa in dodici mesi.
Nell'agosto 2018 ha partecipato ai Giochi asiatici di Giacarta insieme a Kang Chae-young, Lee Eun-gyeong e Lee Woo-seok, mantenendo il suo posto in squadra per il quinto anno consecutivo. La sua prestazione in gara è stata tuttavia irregolare e ha subito sconfitte nei quarti di finale sia nell'individuale che nella squadra mista, prima di vincere oro nella gara a squadre femminile. Questi risultati sono stati quindi contrari alle aspettative di vittoria dell'oro in tutte e tre le competizioni e sono arrivati in mezzo a più ampie delusioni sportive sudcoreane ai Giochi. Il Korea JoongAng Daily ha suggerito che la grande aspettativa su di lei per la vittoria abbia contribuito alla sua forma incostante, commentando che la sua "sembrava più una lotta mentale che una mancanza di abilità". Chang è stata successivamente eliminata dalla fase finale della Coppa del Mondo dalla poi seconda classificata Yasemin Anagoz, ma alla fine dell'anno ha mantenuto la sua posizione di arciera ricurva numero uno della World Archery Federation.

### Periodo 2019-2021
Ai Campionati mondiali 2019 Chang è stata in squadra con Choi Mi-sun e Kang Chae-young, ottenendo una medaglia d'argento nella gara a squadre femminile dopo che il trio ha perso in finale contro le eterne rivali di Taiwan. Nel luglio di quell'anno Chang era stata definita dalla rivista Bow International come notevolmente diminuita di forma dall'inizio del 2018 e a settembre è stata eliminata dalla nazionale per le Olimpiadi del 2020 dopo essere uscita dai primi 20 qualificati. Nel marzo 2021 ha mancato anche la seconda possibilità di qualificarsi dopo che la pandemia di COVID-19 ha costretto il rinvio delle Olimpiadi all'anno successivo. È stata comunque presente ai Giochi come commentatrice delle gare per conto dell'emittente nazionale coreana MBC.

## Palmarès
- Giochi olimpici

 Oro nell'individuale femminile a Rio de Janeiro 2016
 Oro nella gara a squadre a Rio de Janeiro 2016
- Campionati mondiali di tiro con l'arco

 Oro nella gara a squadre femminile a Belek 2013
 Oro nella gara a squadre femminile a Città del Messico 2017
 Argento nell'individuale femminile a Città del Messico 2017
 Argento nella gara a squadre femminile a 's-Hertogenbosch 2019
- Giochi asiatici

 Oro nella gara a squadre femminile a Incheon 2014
 Oro nella gara a squadre femminile a Giacarta 2018
 Argento nell'individuale femminile a Incheon 2014
- Universiadi

 Oro nella gara a squadre femminile a Belgrado 2009